# Transair
Transair (legalmente Trans Executive Airlines of Hawaii) es una aerolínea estadounidense con sede en el Aeropuerto Internacional Daniel K. Inouye en Honolulu, Hawaii, que opera vuelos de carga bajo el nombre de Transair y vuelos chárter de pasajeros y vuelos turísticos bajo el nombre de Transair Global. La aerolínea fue fundada en 1982 por Teimour Riahi.En 2019, la aerolínea operaba una flota de seis Boeing 737-200 (cinco en configuración de carga y una en configuración de pasajeros VIP) y cuatro aviones Short 360.
Según el sitio web de la aerolínea, "Los aviones de carga B-737 son operados por Rhoades Aviation, Inc. para Transair, y los aviones de carga SD3-60-300 son operados por Trans Executive Airlines of Hawaii, Inc. para Transair Express".

## Prohibición de vuelos
El 2 de julio de 2021, después, pero sin relación con el incidente del vuelo 810, la división Rhoades Aviation, Inc. fue suspendida de vuelo por la Administración Federal de Aviación (FAA) debido a deficiencias de mantenimiento y seguridad. Esto dejó inactivo su único avión 737-200 operativo restante, pero no afectó las operaciones de los turbohélices de Transair Express.
El 25 de mayo de 2022, citando numerosas violaciones de seguridad encontradas durante su investigación del vuelo 810, la FAA anunció que revocaría el certificado de operador aéreo de Rhoades. Entre las infracciones citadas se encuentran 33 vuelos realizados con motores no aptos para volar. Rhoades tuvo hasta el 8 de junio para apelar la decisión de la agencia.

## Destinos
- Hilo (Aeropuerto Internacional de Hilo)
- Honolulu (Aeropuerto Internacional Daniel K. Inouye), sede
- Kahului (Aeropuerto de Kahului)
- Kona (Aeropuerto Internacional de Kona)
- Lihue (Aeropuerto de Lihue)
- Kamuela (Aeropuerto de Waimea-Kohala)
- Molokai (Aeropuerto de Molokai)
- Lanai (Aeropuerto de Lanai)

## Flota

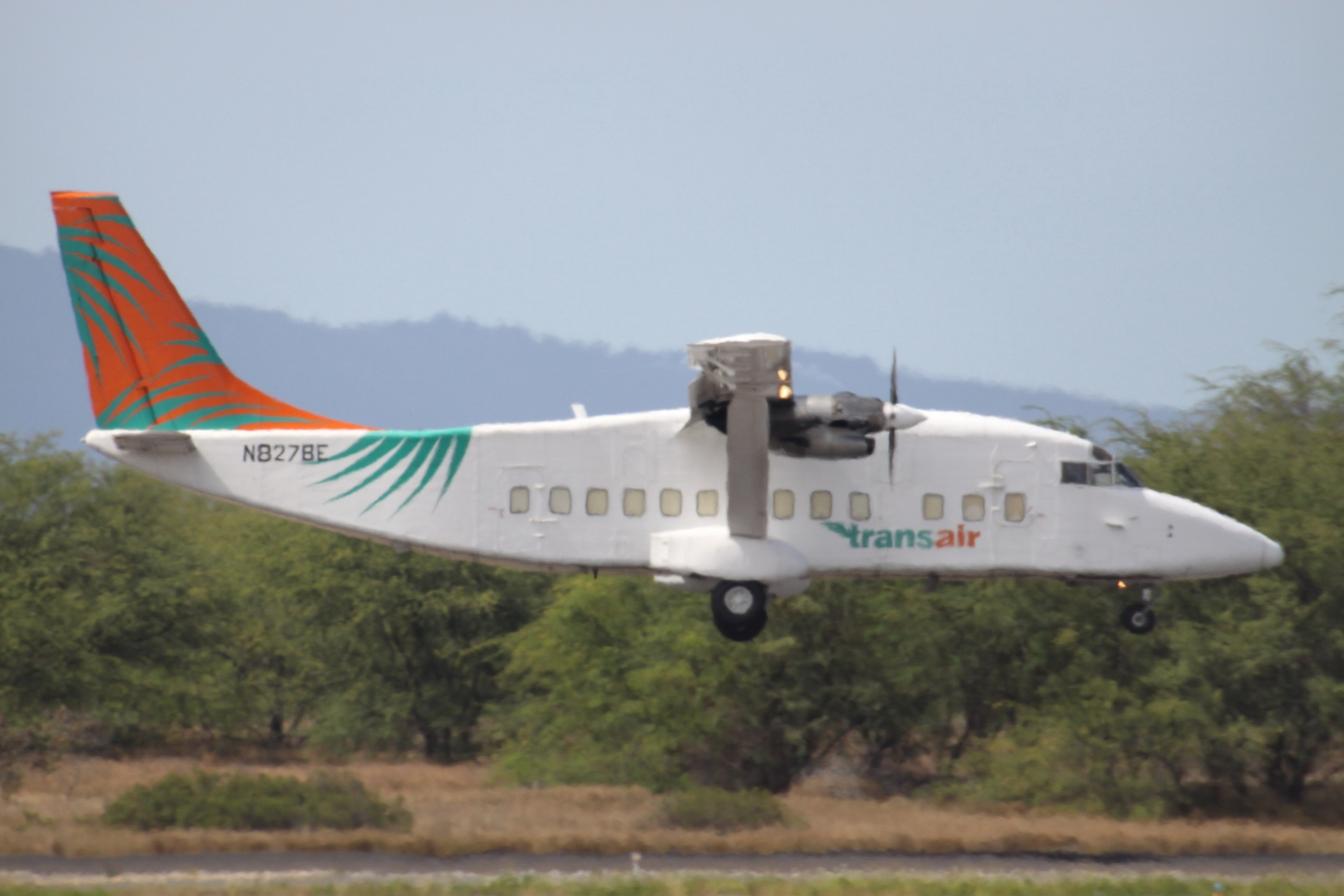
Un Short 360 de Transair aterrizando en el Aeropuerto Internacional de Honolulu, fotografiado en el año 2012

### Flota actual
| Aeronave        | En servicio | Notas                 |
| --------------- | ----------- | --------------------- |
| Boeing 737-200C | 6           | Uno como pasajero VIP |
| Short 360       | 4           |                       |

### Flota histórica
- Boeing 737-400
- Convair 640

## Incidentes
- El 29 de enero de 1996, a las 04:35 hora estándar de Hawái, un Cessna 402B, N999CR, colisionó con un terreno en ascenso gradual mientras despegaba del Aeropuerto Waimea-Kohala en Kamuela, Hawái. La aeronave quedó destruida. El piloto de transporte aéreo certificado sufrió lesiones mortales y dos cargadores a bordo sufrieron lesiones graves. La aeronave operaba un vuelo de correo contratado por Trans Executive Airlines of Hawaii, de conformidad con el Título 14 del Código de Regulaciones Federales (CFR), Parte 135, cuando ocurrió el accidente. El vuelo se originó en Honolulu, Hawái, a las 02:00. El vuelo de regreso de Kamuela partió a las 04:30.[10]

Fuselaje delantero del avión accidentado encontrado en el fondo del océano una semana después del accidente

- En la madrugada del 2 de julio de 2021, el vuelo 810 de Transair, un avión de carga Boeing 737-200, sufrió una falla de motor poco después de despegar del Aeropuerto Internacional Daniel K. Inouye de Honolulu con destino a la vecina isla hawaiana de Maui. La tripulación intentaba regresar a Honolulu cuando el otro motor del avión se sobrecalentó, lo que los obligó a amerizar a unos 6,4 km (4 millas) al sur de Oahu. Ambos pilotos fueron rescatados por la Guardia Costera de Estados Unidos.[11]La Junta Nacional de Seguridad en el Transporte de Estados Unidos inició acciones para realizar una investigación del accidente.[12]